# Killing Me, Killing You
Killing Me, Killing You è il primo singolo della band finlandese Sentenced, estratto dall'album Crimson, e pubblicato nel 1999 dalla Century Media Records.

## Tracce
1. Killing Me, Killing You (special single edit) - 4:15
2. Dead Moon Rising - 4:54

## Formazione
- Ville Laihiala - voce
- Miika Tenkula - chitarra
- Sami Lopakka - chitarra
- Vesa Ranta - batteria
- Sami Kukkohovi - basso

### Altri musicisti
- Kari Hautalampi - pianoforte, nella canzone Killing Me, Killing You